# Abd-ol-Madjid Mirza
Abd-ol-Majid Mirza Ein-ed-Dowleh (en persan : عبدالمجید میرزا عین‌الدوله), né en 1845 et mort en 1927 était un prince Kadjar. Il était le fils aîné du Prince Soltan Ahmad Mirza Azad-al-Dowleh, et l'arrière-petit-fils de Fath Ali Chah. Ein-ed-Dowleh fut, à de multiples reprises, le premier Ministre de l'Iran. Abd-ol-Madjid Mirza était marié à la fille de Mozaffareddine Chah, la princesse Fakhr-os-Saltaneh.

## Carrière politique
Ein-ed-Dowleh devint en 1903, sous le règne de Mozaffareddine Chah, premier Ministre. Pour rembourser des taxes d'importation pour le remboursement d'un Prêt que Mozaffareddine avait perçu de la Banque d'état russe, il procéda en assommant d'impôts les marchands du bazar. Par leurs manifestations contre l'impitoyable politique d'Ein-ed-Dowleh, ces derniers déclenchèrent un séisme politique. Ils exigèrent la création d'une « Maison de la Justice », d'une Constitution et d'une représentation parlementaire. En juillet 1906, Ein-ed-Dowleh dû se retirer et le 5 août 1906, Mozaffareddine Chah signa un décret relatif à l'introduction d'un régime parlementaire en Perse. Ce fut la fin de la monarchie absolue en Perse, et le début de la révolution constitutionnelle.
En juin 1908, Mohammad Ali Chah dissolut le Parlement et suspendit la Constitution, tentant de revenir à la monarchie absolue. Une attaque sur Tabriz, sous la direction d'Ein-ed-Dowleh devait permettre la capture des derniers défenseurs du Mouvement constitutionnel. Mais le combat pour Tabriz se termina par la défaite et la fuite de Mohammad Ali Chah, qui s'exila en Russie. La carrière politique d'Ein-ed-Dowleh sembla prendre fin avec la fuite de Mohammad Ali Chah.
Mais, au cours de la Première Guerre mondiale, il redevint premier ministre au cours de l'occupation britannico-russe de l'Iran, de juillet à août 1915, puis de nouveau de juin 1917 à mai 1918. La Perse fut alors l'un des premiers pays du monde à reconnaître le nouveau gouvernement soviétique le 14 décembre 1917. Eyn-al-Dowleh saisit l'occasion et déclara tous les traités passés avec le régime tsariste nuls et non avenus, offrant aux soviétiques de nouvelles négociations gouvernementales sur la restructuration des relations mutuelles.